# تشارلز كوبر (ممثل)
تشارلز كوبر (بالإنجليزية: Charles Cooper)‏ مواليد 11 أغسطس 1926 في سان فرانسيسكو، الولايات المتحدة - الوفاة 29 نوفمبر 2013 في لوس أنجلوس، هو ممثل أمريكي بدأ مسيرته الفنية سنة 1950. من أعماله غضب الأعمى. امتدت مسيرته الفنية لأكثر من 51 عاما.

## روابط خارجية
- تشارلز كوبر على موقع IMDb (الإنجليزية)
- تشارلز كوبر على موقع روتن توميتوز (الإنجليزية)
- تشارلز كوبر على موقع ألو سيني (الفرنسية)
- تشارلز كوبر على موقع أول موفي (الإنجليزية)
- تشارلز كوبر على موقع قاعدة بيانات برودواي على الإنترنت (الإنجليزية)
- تشارلز كوبر على موقع قاعدة بيانات الأفلام السويدية (السويدية)
- تشارلز كوبر على موقع قاعدة بيانات الفيلم (الإنجليزية)
- تشارلز كوبر على موقع كينوبويسك (الروسية)